# Manal Al Dowayan
Manal Al Dowayan (em árabe: منال الضويان Manāl aḍ-Ḍawayān; nascida em 1973) é uma artista contemporânea da Arábia Saudita, mais conhecida por sua peça de instalação Suspended Together da exibição Home Ground, na Barjeel Art Foundation, em 2011.
Ela mostrou trabalhos em várias exposições, incluindo a exposição Soft Power de 2012 no Alan Art Center, em Riyadh, na Arábia Saudita; a Journey of Belonging de 2013, uma exposição individual na Galeria Athr, em Jeddah, na Arábia Saudita; as 100 Obras-Primas de Arte Moderna e Arte Árabe Contemporânea em Paris, na França; além de ter seu trabalho exposto na Bienal dos EUA de 2014, em Houston; a P.3: Prospect New Orleans USA Biennial Notes For Now, de 2015, e na Bienal de Veneza na exibição Futuro de uma Promessa. Seu trabalho abrange muitos meios, da fotografia à instalação, e se concentra em um exame progressivo e na crítica dos papéis das mulheres na sociedade saudita.

## Vida pregressa
Al Dowayan nasceu em 1973, em Dhahran, na província oriental da Arábia Saudita. Ela frequentou a universidade, graduando-se com um mestrado em Análise e Projeto de Sistemas. Ela começou sua carreira trabalhando para uma empresa de petróleo antes de fazer a transição em tempo integral para uma prática artística, que examina principalmente questões pessoais e políticas relacionadas aos direitos das mulheres no contexto das leis ultraconservadoras da Arábia Saudita, que incluem proibir mulheres de viajar, dirigir, ou falar o nome de uma mulher em público. Manal Al Dowayan atualmente reside em Londres, na Inglaterra, onde está trabalhando em seu mestrado em Prática de Arte Contemporânea na Esfera Pública, no Royal College of Art, em Londres.

## Fotografia
Os primeiros trabalhos de Manal Al Dowayan utilizaram principalmente a fotografia em preto e branco, incluindo imagens de sua coleção I AM, Drive-By Shootings e Nostalgia Carries Us. A coleção I Am, de 2005, foi inspirada por um discurso proferido pelo rei Abdullah Al Saud quando assumiu o trono saudita, em 2005, no qual enfatizou a importância da participação das mulheres na construção e no enriquecimento da sociedade saudita. A declaração controversa foi interpretada de várias maneiras por críticos a favor e contra os direitos das mulheres. Manal Al Dowayan se inspirou no comunicado para fotografar as mulheres a quem ela acreditava que o rei estava se referindo, de engenheiras a mães e cientistas, sua série promoveu a visibilidade e a importância das mulheres da Arábia Saudita. Fotografias da coleção Drive-By Shootings (2011) demonstram a dificuldade enfrentada pelas artistas femininas que trabalham na Arábia Saudita, pois seus movimentos públicos são fortemente restritos pelo governo. Como mulher, Al-Dowayan não podia dirigir legalmente, mas um homem a dirigiu enquanto ela tirava fotos do banco do passageiro do veículo em movimento. As imagens borradas resultantes enfatizam que ela não pode simplesmente sair do carro para criar sua arte, mas está sujeita a manter um comportamento apropriado ao gênero como um aspecto de seu processo criativo.

## Instalação de arte
Em 2012, o trabalho de instalação de Al Dowayan foi apresentado no programa Edge of Arabia, We Need to Talk, em Jeddah, na Arábia Saudita. A mostra destacou a necessidade de uma reforma progressiva na Arábia Saudita percebida pelos artistas. Na época, era a maior e mais radical exposição de artistas sauditas contemporâneos, e todos corriam riscos de reação política por suas expressões artísticas dissidentes. A obra de Al Dowayan, Esmi My Name, apresentava contas de preocupação de madeira maiores que a vida com nomes de mulheres pintadas nelas, penduradas em uma corda de lã tecida por mulheres beduínas. Os sauditas acreditam que pronunciar o nome de uma mulher em público é um tabu vergonhoso ou embaraçoso, lançando as mulheres sauditas na obscuridade e removendo sua identidade única, que de acordo com Al Dowayan "está profundamente ligada a vários elementos da personalidade de um indivíduo e o nome de uma pessoa é parte integrante desses elementos, tornando públicos os nomes das mulheres, o trabalho de Al Dowayan busca questionar e mudar os papéis e o tratamento das mulheres na sociedade saudita.
Entre os trabalhos mais conhecidos de Al-Dowayan está Suspended Together (2011), uma série composta por 200 pombas brancas de fibra de vidro suspensas no teto. Cada pomba, símbolo tradicional de liberdade, reproduz em si um documento de permissão de viagem que todas as mulheres sauditas devem ter para viajar. O certificado deve ser emitido e assinado pelo responsável masculino designado, seja pai, irmão ou marido. Os certificados que Al Dowayan escolheu reproduzir foram enviados a ela por várias mulheres sauditas. Os certificados variam de seis meses a sessenta anos, documentando uma história de direitos restritos das mulheres. Al Dowayan descreve a peça: "Nesta instalação de pombas, exploro o conceito de movimento suspenso. Muitas mulheres importantes da Arábia Saudita, cientistas maravilhosas, educadoras, engenheiras, artistas e líderes, doaram seus papéis para serem incluídos nesta obra de arte. Essas mulheres estão desbravando novos caminhos e realizando conquistas para sua sociedade, mas quando se trata de viajar elas ainda são tratadas 'como um bando de pombas suspensas'."
O trabalho de Al-Dowayan foi exibido no Museu Britânico, no Museu de Arte do Condado de Los Angeles (LACMA) e no Mathaf: Museu Árabe de Arte Moderna, no Catar, entre outros.

## Publicações
- Home Ground Contemporary Art da Barjeel Art Foundation - Publicado no Canadá, em 2015, pelo Museu Aga Khan -ISBN 978-1-926473-05-5

- Cor e Linha - A Coleção Naqvi -ISBN 978-9948-18-110-1

- "Hitting the Road (Driving)" - Por Manal AlDowayan - "The Forecast Issue: A View Beyond The Horizon," Edição 07, 2018 - Publicado pela The Monocle Magazine .

- "I Am" - Por Manal AlDowayan, a edição especial "Visual Research and Social Justice" do Studies in Social Justice Journal. Publicado em dezembro de 2017.

- Imperfect Chronology: Arab Art from the Modern to the Contemporary - Works from the Barjeel Foundation - Editado por Omar Kholeif with Candy Stobbs - Publicado pela Whitechapel Gallery, Londres, Reino Unido, 2015 -ISBN 978-3-7913-5485-9

- Do It (em árabe) - Editado por Hans Ulrich Obrist e Hoor AlQassimi - Publicado pela Sharjah Art Foundation 2016 -ISBN 978-9948-446-72-9 [10]

## Prêmios
- 2014 - Prêmio Mulheres Árabes em Arte [11]
- 2019 - BBC 100 Women, uma lista de 100 mulheres inspiradoras e influentes de todo o mundo[12]